# Ange (scenarist)
Ange is het pseudoniem voor het Franse schrijverspaar Anne Guéro (Tours, 24 november 1966) en Gérard Guéro (Clamart, 14 februari 1964). De naam Ange is een porte-manteauwoord  gevormd uit de eerste letters van hun voornamen: Anne en Gérard Guéro. Het schrijverspaar is ook bekend onder de namen G. E. Ranne (Ger + Anne) en G.-Elton Ranne.
Onder deze pseudoniemen begeven zij zich in het sword-and-sorcery-genre van de Franco-Belgische strip, bijvoorbeeld samen met Alberto Varanda. Ook schreven ze scenario's voor RPG's, waaronder In Nomine Satanis/Magna Veritas en Bloodlust.
Zij gebruiken dit pseudoniem ook om sciencefiction voor jongeren te schrijven: L'Œil des Dieux.
- Bibliothèque nationale de France: cb12471345m (data)
- Gemeinsame Normdatei: 132223783
- International Standard Name Identifier: 0000 0000 7997 9688
- Library of Congress Control Number: n2002026722
- Nationale Bibliotheek van Tsjechië: jx20110804003
- Nationale en Universitaire bibliotheek Zagreb: 000432456
- Nederlandse Thesaurus van Auteursnamen: 177290404
- Système universitaire de documentation: 075007185
- Virtual International Authority File: 58435378